# Janet Jagan
Janet Jagan (Chicago, Illinois, 20 de Outubro de 1920 - Georgetown, Guiana, 28 de Março de 2009) foi uma política guianense. Era de origem judaica. Esposa de Cheddi Jagan, ex-primeiro-ministro e ex-presidente da Guiana, de tendência marxista. Seguindo os passos do Partido Popular Progressista, Janet foi presidente entre 1997 e 1999. Desde a juventude era uma ativista comunista, mas, com o tempo foi moderando sua postura.
Antes de ser presidente, Janet foi vice de seu marido, Cheddi Jagan. Com a morte de Cheddi em 1997 Janet assume o governo provisório da Guiana. Em 1999 Janet renuncia por motivos de saúde e entrega o poder a Bharrat Jagdeo. Janet Jagan foi a primeira mulher eleita democraticamente na América do Sul.[carece de fontes?]